# 동아시아 축구 연맹

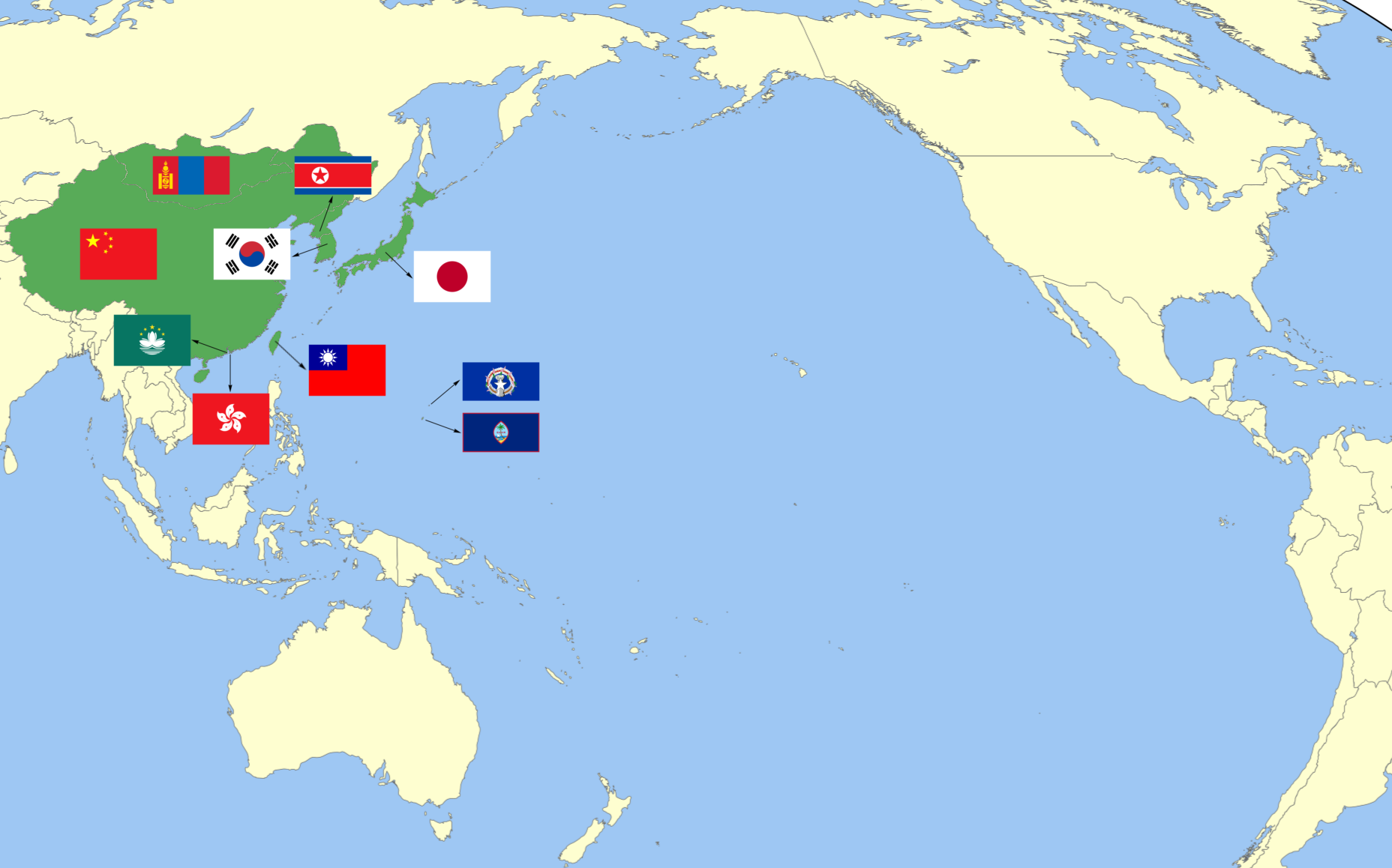
동아시아 축구 연맹 회원국(EAFF)

동아시아 축구 연맹(EAFF, East Asian Football Federation)은 2002년 5월 28일에 설립되었다. 본부는 일본 도쿄에 있으며, AFC 소속 5개 지역 연맹 중 하나이다. 동아시아 축구 연맹은 2년마다 EAFF E-1 챔피언십을 주관하여 동아시아 지역에 위치한 국가 간의 정기적인 교류를 실시하고 있으며, 현재 10개의 정회원국이 가입되어 있다.

## 회원국
동아시아의 주권 국가뿐만 아니라 중화인민공화국의 2개 특별행정구, 미국의 2개 해외영토가 가입되어 있다.
- 괌
- 대한민국
- 마카오
- 몽골
- 북마리아나 제도
- 일본
- 조선민주주의인민공화국
- 중화인민공화국
- 중화민국
- 홍콩

## 임원
임기는 2년이다.
- 사무총장 :
  -  김주성
- 회장 :
  -  정몽규
- 부회장 :
  -  장 지안
  -  미야모토 쓰네야스
  -  마틴 홍
- 이사
  -  한운경
  -  부얀네메크 간볼드
  -  루 쿤샨
  -  다니엘 데 소우사
  -  리처드 라이
  -  제리 탄
- 명예회장 :
  -  정몽준
  -  씨에 야롱
  -  오구라 준지
  -  오카노 슌이치로
- 명예부회장
  -  김상진
  -  쟝 지롱
- 명예이사
  -  린 덜 치아

## 대회

### EAFF 동아시안컵

#### 남자 동아시안컵
- 제1회 대회  2003년 동아시아 축구 선수권 대회
- 제2회 대회  2005년 동아시아 축구 선수권 대회
- 제3회 대회  2008년 동아시아 축구 선수권 대회
- 제4회 대회  2010년 동아시아 축구 선수권 대회
- 제5회 대회  2013년 EAFF 동아시안컵
- 제6회 대회  2015년 EAFF 동아시안컵
- 제7회 대회  2017년 EAFF E-1 풋볼 챔피언십 (남자부)
- 제8회 대회  2019년 EAFF E-1 풋볼 챔피언십 (남자부)

#### 여자 동아시안컵
- 제1회 대회  2005년 동아시아 여자 축구 선수권 대회
- 제2회 대회  2008년 동아시아 여자 축구 선수권 대회
- 제3회 대회  2010년 동아시아 여자 축구 선수권 대회
- 제4회 대회  2013년 EAFF 여자 동아시안컵
- 제5회 대회  2015년 EAFF 여자 동아시안컵
- 제6회 대회  2017년 EAFF E-1 풋볼 챔피언십 (여자부)
- 제7회 대회  2019년 EAFF E-1 풋볼 챔피언십 (여자부)

### 기타
- EAFF 풋살 챔피언십
- 동아시아 청소년 경기 대회

## 같이 보기
아시아 축구 연맹 소속 5개 지역연맹
- 남아시아 축구 연맹 (SAFF)
- 동아시아 축구 연맹 (EAFF)
- 서아시아 축구 연맹 (WAFF)
- 동남아시아 축구 연맹 (AFF)
- 중앙아시아 축구 연맹 (CAFA)